# Ferdinand Crasemann
Ferdinand Crasemann (* 28. August 1886 in Hamburg; † 20. September 1926 ebenda) war ein deutscher Offizier und Politiker (DVP).

## Leben
Nach dem Besuch des Gymnasiums schlug Crasemann eine militärische Laufbahn ein, wurde Berufssoldat und stieg in den Offiziersrang auf. Nach dem Ersten Weltkrieg schloss er sich dem von Georg Ludwig Rudolf Maercker geleiteten Freikorps Maercker an und zog mit seinem Stab nach Braunschweig. 1919 schied er als Hauptmann aus dem Freikorps aus. Des Weiteren engagierte er sich in der Bürgerbundbewegung. Er war bis November 1923 geschäftsführender Direktor des Braunschweiger Bürgerbundes und wirkte als Herausgeber der Zeitschrift Der Bürger. Ab 1923 war er als Syndikus bei der Arbeitsgemeinschaft des Einzelhandelsverbandes tätig.
Crasemann war Mitglied im Stahlhelm, Bund der Frontsoldaten und schloss sich der DVP an. Von 1922 bis zu seinem Tode gehörte er als Abgeordneter dem Braunschweigischen Landtag an, bis Mai 1922 als Mitglied der Fraktion des Landeswahlverbandes, von 1922 bis 1924 als Mitglied der Fraktion DVP und Wirtschaftsverband (DVP/WV) und von 1924 bis 1926 als Mitglied der Fraktion Parlamentarische Arbeitsgemeinschaft der nationalen Parteien und des Wirtschaftsverbandes (Parlamentarische AG).